# Dušan Alimpijević
Dušan Alimpijević (nacido el 9 de marzo de 1986 en Lazarevac, Serbia)  es un entrenador serbio de baloncesto. Actualmente dirige al Beşiktaş Fibabanka lstanbul  de la Basketbol Süper Ligi.

## Trayectoria como entrenador
Alimpijević comenzó dirigiendo al Vojvodina Srbijagas de Novi Sad y al Spartak Subotica de la liga serbia. En 2017, entrenó al FMP en la Superliga de Serbia 2016-17 y terminó en el segundo lugar.
El 21 de julio de 2017, Alimpijević fue nombrado entrenador del Estrella Roja de Belgrado. Hizo su debut en la Liga Adriática como entrenador el 1 de octubre en una victoria en casa por 88-77 sobre el KK Mornar Bar. 
El 13 de octubre hizo su debut en la Euroliga en una derrota como visitante 76-78 ante el Žalgiris Kaunas. En la segunda ronda de la Euroliga, el 20 de octubre de 2017, logró su primera victoria en la Euroliga en un partido en casa contra el FC Barcelona Lassa.  Más tarde, el Estrella Roja de Belgrado fue eliminado en la temporada regular de la Euroliga 2017-18 con récord de 11-19. 
En abril de 2018, el Estrella Roja de Belgrado, fue subcampeón de la ABA Liga, perdiendo el título ante el KK Budućnost Podgorica con un récord de 3-1 en la serie final, por lo que no logró asegurar plaza para la Euroliga 2018-19. En mayo de 2018, fue despedido por el club tras una serie de malos resultados.
Alimpijević probó por primera vez en la NBA a través de un período como entrenador de la Liga de Verano en la temporada 2018 con Dallas Mavericks. 
El 19 de noviembre de 2018, Alimpijević fue nombrado entrenador del Avtodor, al que entrenó hasta el 30 de enero de 2019.
El 24 de noviembre de 2020, fue nombrado entrenador del Bursaspor Basketbol de la Basketbol Süper Ligi.
El 22 de abril de 2021, Alimpijević renueva un acuerdo por 3 temporadas con Bursaspor Basketbol de la Basketbol Süper Ligi.

## Clubs
- 2008–2011: KK Novi Sad (Asistente)
- 2011–2013: Vojvodina Srbijagas (Asistente)
- 2013–2015: Vojvodina Srbijagas
- 2014: Selección de baloncesto de Serbia Sub-20 (Asistente)
- 2015–2017: Spartak Subotica
- 2017: FMP
- 2017–2018: Estrella Roja de Belgrado
- 2018–2019: Avtodor
- 2020–Actualidad: Bursaspor Basketbol